# Julia de residuis
Julia de residuis va ser una antiga llei romana dictada per August que prohibia gastar el diner recaptat a províncies en usos particulars. Aquesta llei es va dictar pel fet que molts governadors o magistrats feien importants despeses abans de remetre l'import de la recaptació a l'erari.